# Submarinos Clase L (Estados Unidos)
La Clase L fue una clase de once submarinos* construidos entre 1914 y 1917, y fueron el primer intento de la Armada estadounidense de construir unos submarinos oceánicos, capaces de navegar largas distancias. La clase fue construida en dos grupos, cada uno adjudicado a una empresa diferente y, el grupo 2, tiene algunas especificaciones diferentes al grupo 1, por lo que en ocasiones se la considera una clase diferente (Clase L-5).

## Diseño
Al igual que en diseños previos, la vela del submarino se mantuvo en un tamaño reducido para así soportar una menor resistencia al sumergirse. Para travesías más largas la vela se complementaba con tuberías y lonas, lo que llevaba mucho tiempo desmantelar y en tiempos de guerra, complicaría la inmersión rápida del submarino. Tener una vela tan pequeña demostró durante la Primera Guerra Mundial que para climas del Atlántico Norte era muy inadecuada, al contrario que otros submarinos extranjeros que sí tenían una vela mayor. Aprendida la lección, clases posteriores como la Clase N fueron construidas con velas de mayor tamaño. Además, las tapas rotatorias de los tubos de los torpedos fueron sustituidas por persianas que se mantuvieron como un estándar hasta los años 50.
Este fue el primer submarino estadounidense equipado con un cañón de superficie, en este caso uno de 3 pulgadas y calibre 23 parcialmente retráctil. El noveno submarino (L-9) de la serie fue el primero en incorporar dicha arma, a los 8 anteriores (L-1 a L-8) les fue incorporada con posterioridad. El cañón de superficie se retraía verticalmente y lo acompañaba un escudo circular que se retraía en un agujero del casco de presión del submarino.

## Servicio
Tras su servicio en la Flota del Atlántico, la mayoría de las naves del Grupo 1 requerían numerosas reparaciones tras la entrada de los Estados Unidos en la Primera Guerra Mundial, lo que puso en evidencia la poca experiencia estadounidense en operaciones con submarinos. En diciembre de 1917, los siete submarinos del Grupo 1 fueron enviados a la bahía de Bantry, Irlanda para formar parte de la 5.º División de escoltas de convoyes frente a las patrullas alemanas de U-Boots. Los cuatro submarinos del Grupo 2 fueron posteriormente destinados en las Azores en noviembre de 1918 para formar parte de la 6.º División y así reforzarla (formaban parte de esta división 4 submarinos de la Clase K). Mientras estaban desplegados, sus números de gallardete cambiaron a "AL", para evitar la confusión con la Clase L británica.
Los submarinos estadounidenses no hundieron ningún submarino alemán en la Primera Guerra Mundial. Esta clase generalmente no tenía mucha potencia de fuego que ofrecer, pero sí tenía una gran resistencia para patrullar el Atlántico Norte y las aguas británicas. Tras la guerra, la clase L se dedicó a las pruebas de nuevos torpedos y equipamientos de hidrófonos hasta su baja en 1922 y 1923. Tres de los submarinos del grupo 1 fueron desmantelados en 1922, los cuatro del grupo 2 en 1925 y el resto en 1933.

## Submarinos de la clase
Grupo 1 (diseño de la empresa General Dynamics Electric Boat)
- USS L-1
- USS L-2
- USS L-3
- USS L-4
- USS L-9
- USS L-10
- USS L-11

Grupo 2 (diseño de la empresa Lake Torpedo Boat)
- USS L-5
- USS L-6
- USS L-7
- USS L-8